# The Duel (film, 2000)
Pour les articles homonymes, voir Duel (homonymie) et The Duel.
Pour plus de détails, voir Fiche technique et Distribution.
The Duel (決戰紫禁之巔, Kuet chin chi gam ji din) est un wuxia hongkongais réalisé par Andrew Lau et sorti en 2000 à Hong Kong. C'est l'adaptation du roman Juezhan Qianhou de Gu Long, tiré de la série Lu Xiaofeng (en). Il est connu pour son interprétation humoristique de l'histoire originale et ses effets spéciaux.
Il totalise 21 332 884 HK$ de recettes au box-office.

## Synopsis
Dragon Neuf (Nick Cheung), un policier impérial, est sur le chemin du retour après avoir résolu l'affaire du « Voleur fantôme ». Il fait la rencontre de Yeh le « Saint de l'épée » (Andy Lau), qui lui demande de dire à Simon le « Dieu de l'épée » (Ekin Cheng) de le retrouver pour un duel la nuit de pleine lune sur le plus haut toit du Palais interdit. La nouvelle du duel imminent entre les deux plus grands épéistes du monde se propage comme une traînée de poudre et attire beaucoup d'attention, les gens commençant à parier sur l'issue finale. L'Empereur (Patrick Tam) envoie Dragon Neuf et la Princesse Phoenix (Kristy Yang (en)) empêcher ce duel et découvrir s'il s'agit d'un subterfuge pour un quelconque complot.

## Fiche technique
- Titre original : 決戰紫禁之巔
- Titre français : The Duel
- Réalisation : Andrew Lau
- Scénario : Wong Jing et Manfred Wong
- Photographie : Andrew Lau
- Montage : Marco Mak
- Musique : Chan Kwong-wing
- Production : Wong Jing et Manfred Wong
- Société de production : Win's Entertainment
- Société de distribution : China Star Entertainment Group, Win's Entertainment et BoB and Partners Co. Ltd. (en)
- Pays d'origine :  Hong Kong
- Langue originale : cantonais
- Format : couleur
- Genre : wuxia
- Durée : 106 minutes
- Dates de sortie :
  -  Hong Kong : 3 février 2000
  -  Thaïlande : 4 février 2000
  -  Taïwan : 12 février 2000
  -  Chine : 1er mai 2000
  -  Corée du Sud : 14 octobre 2000
  -  Japon : 16 décembre 2000

## Distribution
- Andy Lau : Yeh le « Saint de l'épée » (Ye Gucheng)
- Ekin Cheng : Simon le « Dieu de l'épée » (Ximen Chuixue)
- Nick Cheung : Dragon Neuf (Lu Xiaofeng (en))
- Zhao Wei : la princesse Phoenix
- Kristy Yang (en) : Ye Ziqing (Sun Xiuqing)
- Tien Hsin : Jade
- Patrick Tam : l'empereur
- Norman Chu : Ling Wun-hok le « Voleur fantôme »
- Elvis Tsui : Moustache dorée
- Jerry Lamb : Dragon Sept
- Frankie Ng : Dragon Cinq
- Ronald Wong Ban : Dragon Six
- Lee Sheung-man : Shek Tsi-lun
- Wong Yat-fei : un ministre
- Liu Wei : l'eunuque Lau Tong
- Jing Gangshan : Tong Fei
- Yin Xiaotian : Tong Ngo
- Geng Le : Yim Tsi-chun
- Yang Haiquan : Siu Tsi-chung
- Liu Hongmei
- Hong Yingying
- Li Li
- Zhan Xiaonan